# 文投杯開封中国囲棋国手戦
文投杯開封中国囲棋国手戦（ぶんとうはい かいふうちゅうごくいきこくしゅせん、文投杯开封中国围棋国手赛）は中国の囲碁の棋戦。2021年から河南省開封市で開催。開封市は囲碁史上最も古いとされる、北宋時代の棋譜が発見された土地でもある。第1期は、開封市の第39回菊花文化祭と並行して開始された。第2期は忘憂・清楽杯中国囲棋国手戦（开封·忘忧清乐杯中国围棋国手赛）。
- 主催 中国囲棋協会、河南省体育局、開封市人民政府
- 共催 河南省社会体育事務センター、河南省囲棋協会、開封市教育体育投資集団
- 後援 開封市文化旅遊投資集団
- 優勝賞金 40万元

## 方式
- 参加棋士は、棋士ランキングの上位32名。
- 第1期はトーナメントで優勝者を決定。第2期以降は前年優勝者とトーナメント優勝者による三番勝負。
- 持時間は、各2時間、1分の秒読み5回

## 結果

### 歴代優勝者と挑戦手合
（左が優勝者、第1期は決勝戦）
- 1期 2021年 丁浩 - 柯潔
- 2期 2023年 丁浩 2-0 柯潔

### 第1期
2021年10月8日-12月12日に実施。
- 準々決勝 丁浩 - 檀嘯、羋昱廷 - 時越、柯潔 - 陶欣然、范胤 - 李軒豪
- 準決勝 丁浩 - 羋昱廷、柯潔 - 范胤
- 決勝戦 丁浩 - 柯潔

### 第2期
2023年6月28日-10月14日に実施。
- 準々決勝 柯潔 - 楊楷文、時越 - 連笑、党毅飛 - 羋昱廷、趙晨宇 - 張涛
- 準決勝 柯潔 - 時越、党毅飛 - 趙晨宇
- 決勝 柯潔 - 党毅飛
- 挑戦手合 丁浩 2-0 柯潔

## 注
1. ↑  新浪体育「第二届国手赛开封收枰 常昊：期待丁浩再接再厉」2023.10.15